# Voltaíta
La voltaíta es un mineral de la clase de los minerales sulfatos, y dentro de esta pertenece al llamado “grupo de la voltaíta”. Fue descubierta en 1841 en una solfatara de Pozzuoli, en la Campania (Italia), siendo nombrada así en honor de Alessandro Volta, físico italiano pionero en electricidad. Sinónimos poco usados son: monsmedita o pettkoíta.

## Características químicas
Es un sulfato hidratado de potasio, hierro y aluminio, sin aniones adicionales. Se descompone con agua en una solución ácida dejando un residuo amarillo-limón

## Formación y yacimientos
Se forma en fumarolas y solfataras asociadas con actividad volcánica, También se ha encontrado en depósitos de rocas evaporitas de tipo continental, como producto de la alteración de depósitos de pirita en regiones áridas, que pueden aparecer como un producto post-minería.
Suele encontrarse asociado a otros minerales como: halotriquita, pickeringita, alunógeno, metavoltina, roemerita, hexahidrita, coquimbita, copiapita, romboclasa, krausita, jarosita, goldichita, botriógeno o melanterita.